# Gustav Andreen
Gustav Albert Andréen, född 13 mars 1864 i Porter i Indiana, död 1940, var en svensk-amerikansk skolman.

## Biografi
Andréen studerade först vid Augustana College, lärare där 1882–1884, lärare och vice preses vid Bethany College i Kansas 1886–1893, blev filosofie doktor vid Yale University i New Haven 1898, lärare i tyska där 1894–1900, i nordiska språk och litteratur där 1900–1901, och professor i skandinaviska språk där 1900. Han var president för Augustana College and Theological Seminary från 1901. Andreen tillhörde det svensk-amerikanska kulturlivets förgrundfigurer och verkade energiskt och framgångsrikt för svenskhetens bevarande. Bland Andreens skrifter kan märkas Det svenska språket i Amerika (1900).
Gustav Andréen var son till den från Gränna utvandrade pastorn A. Andréen och Hilda, född Esping. Han gifte sig 1890 med Mary Strand.
Andréen blev kommendör av Vasaorden 1910.